# Făurești (gmina Zătreni)
Făurești – wieś w Rumunii, w okręgu Vâlcea, w gminie Zătreni. W 2011 roku liczyła 129 mieszkańców.